# The Klezmatics

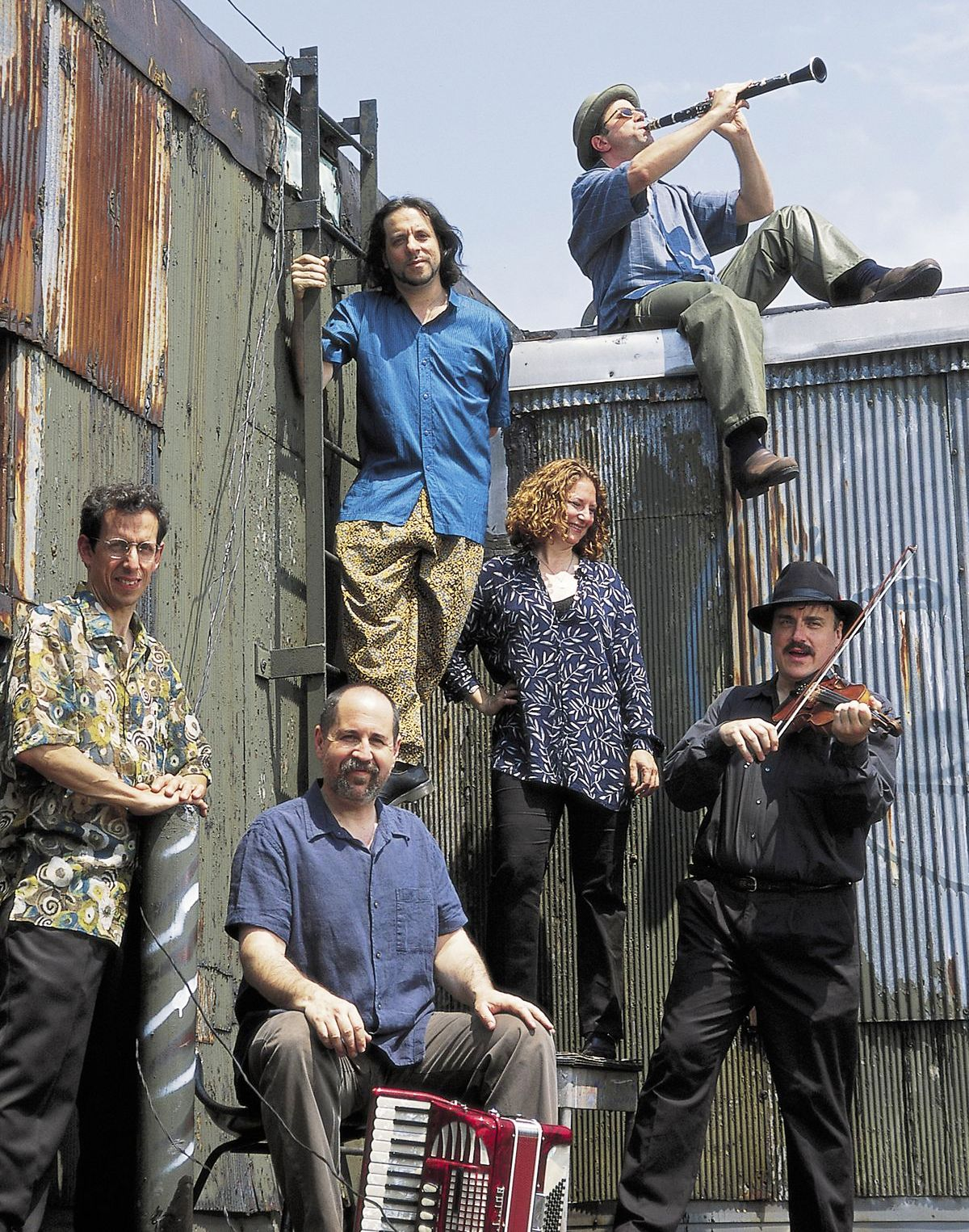
The Klezmatics.

The Klezmatics é uma banda neo-klezmer estadunidense da cidade de de Nova Iorque, fundada em 1985, ganhadora de um Grammy Award na categoria "Best Contemporary World Music Album" com o álbum Wonder Wheel de 2006.
Atingiu a fama cantando em muitas línguas, mais notavelmente mixando antigo iídiche com outros tipos de músicas mais contemporâneas de diferentes origens.

## Discografia

### Álbuns de estúdio
- 1988 - Shvaygn = Toyt
- 1990 - Rhythm & Jews
- 1995 - Jews with Horns
- 1997 - Possessed
- 1998 - Well
- 2002 - Rise Up! Shteyt Oyf!
- 2006 - Wonder Wheel
- 2006 - Woody Guthrie's Happy Joyous Hanuka

### Ao vivo
- 2005 - Brother Moses Smote the Water

### Compilações
- 2008 - Tuml = Lebn: The Best of the First 20 Years